# Tris Elies
Tris Elies (griechisch Τρεις Ελιές) ist eine Gemeinde im Bezirk Limassol in der Republik Zypern. Bei der Volkszählung im Jahr 2021 hatte sie 36 Einwohner.

## Name
Der Name des Dorfes ist laut Nearchos Clerides auf die Existenz von drei Olivenbäumen zurückzuführen, eine Seltenheit für diese Bergregion.

## Lage und Umgebung

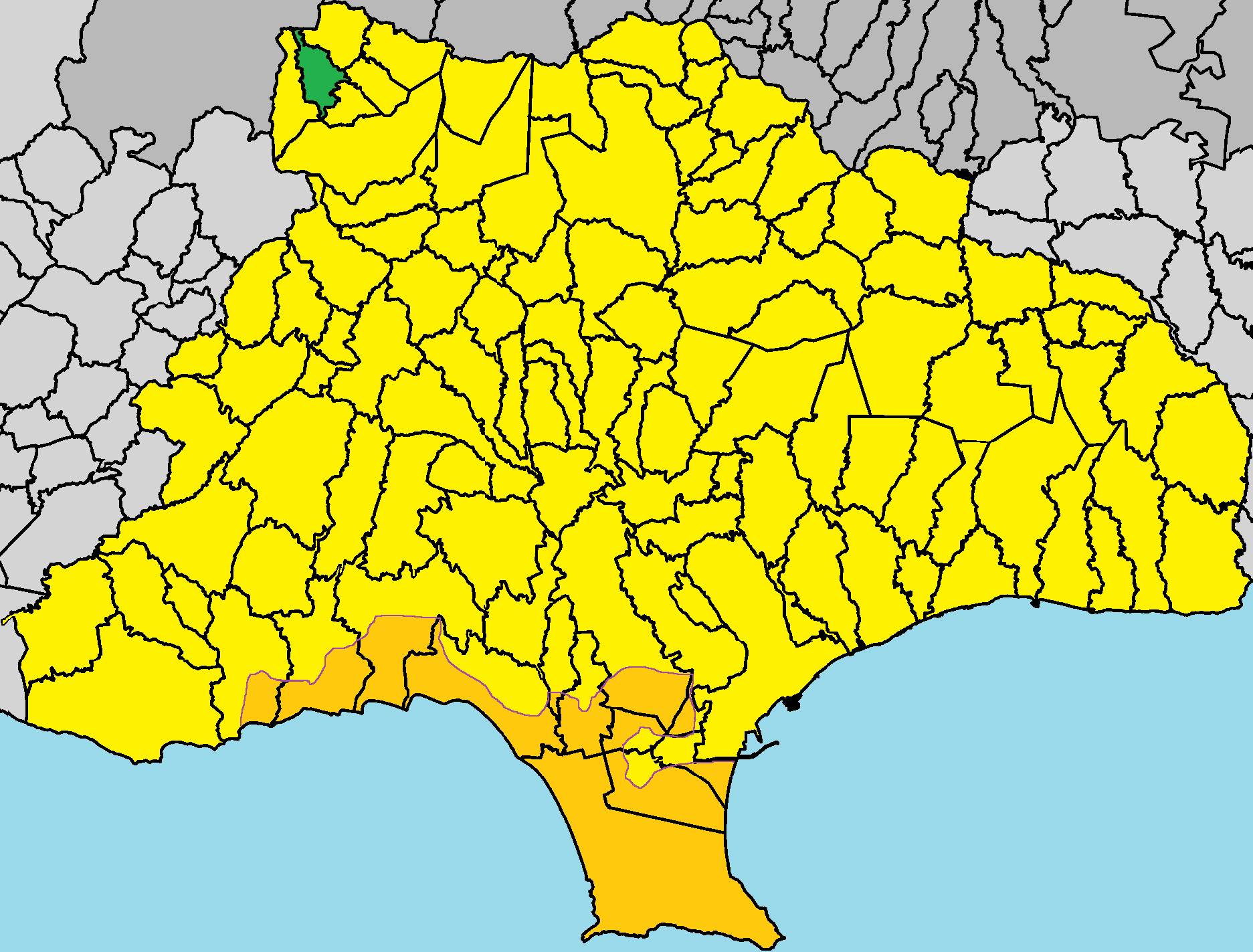
Lage im Bezirk Limassol

Tris Elies liegt im Marathasa-Tal auf der Mittelmeerinsel Zypern auf einer Höhe von etwa 845 Metern, etwa 50 Kilometer nordwestlich von Limassol. Das 4,69584 Quadratkilometer große Dorf grenzt im Süden an Agios Dimitrios, im Westen an Kaminaria, im Norden an Lemithou und Mylikouri und im Osten an Paleomylos. Das Dorf kann über die Straße E811 erreicht werden.
In seinem Gebiet werden Äpfel, Kirschen, Birnen, Pflaumen und Weinreben angebaut. Die wilde Vegetation der Gegend wird von Kiefern, Eichen, Linden, Platanen und Zedern dominiert.

## Geschichte
Während der Zeit der venezianischen Herrschaft (1489–1570) war das Dorf eines der vierundzwanzig Dörfer des Bezirks Marathasa, die zu den Gütern der Republik Venedig gehörten. Die ältesten Zeugnisse des kirchlichen Erbes, wie der Architrav der Ikonostase in der Kirche von Archangelos, bezeugen die Existenz des Dorfes mindestens seit dem Ende der fränkischen Herrschaft im 15. Jahrhundert.

### Bevölkerungsentwicklung
| Jahr      | 1881 | 1891 | 1901 | 1911 | 1921 | 1931 | 1946 | 1960 | 1976 | 1982 | 1992 | 2001 | 2011 | 2021 |
| Einwohner | 180  | 239  | 262  | 271  | 295  | 316  | 407  | 381  | 255  | 129  | 80   | 63   | 25   | 36   |